# Dasychira glovera
Dasychira glovera är en fjärilsart som beskrevs av Swinhoe 1906. Dasychira glovera ingår i släktet Dasychira och familjen tofsspinnare. Inga underarter finns listade i Catalogue of Life.